# Ramiro Ledesma Ramos
Pour les articles homonymes, voir Ramos.
Ramiro Ledesma Ramos (né le 23 mai 1905 à Alfaraz de Sayago, dans la province de Zamora – mort le 29 octobre 1936 à Madrid) est un intellectuel espagnol, romancier, philosophe, journaliste, idéologue de la faction républicaine et socialisante du nationalisme espagnol et fondateur du national-syndicalisme.

## Biographie
Il naît à Alfaraz de Sayago (province de Zamora) le 23 mai 1905, fils d’un maître d’école. À 16 ans, il déménage à Madrid où il travaillera comme fonctionnaire des Postes, recevant diverses affectations durant quelques années, jusqu'à ce qui soit définitivement nommé dans la capitale.
Autodidacte, il commence à s’intéresser aux philosophes allemands dont il apprend la langue dans leurs propres livres. Son habileté dans la langue de Goethe atteint un tel degré qu’il traduit en espagnol divers travaux de philosophie qui sont publiés à Madrid.
Encore adolescent, il avait manifesté des préoccupations littéraires. Il écrivit entre 1923 et 1925 divers textes mineurs. Le Vide, Le Jeune suicidaire et L'Échec d'Ève sont les titres de quelques-uns de ces travaux conservés mais jamais édités. Son premier livre voit le jour en 1924, il est publié aux Éditions Reus de Madrid, grâce à une contribution financière de son oncle, c’est son roman autobiographique Le Sceau de la mort. C’est un texte aux claires références existentialistes et irrationalistes. Peu après, la même année, il écrit Le Quichotte de notre temps, cette fois comme un hommage à Unamuno, ayant déjà modifié substantiellement son style et sa vision. Ce texte reste inédit.
En 1926, il s'inscrit à l'université de Madrid, à la Faculté de philosophie et de lettres, cursus qu'il finit en 1930. Ce sont des années studieuses et il lit, traduit et introduit en Espagne, nombre d’auteurs comme Einstein, Heidegger, Scheler et comme les écoles de la phénoménologie et de la gestalttheorie.
Pendant qu'il étudie et s'immerge dans le monde de la philosophie, il découvre les mouvements avant-gardistes en littérature et en art. Il participe de ce nouveau courant faisant irruption et qui désire détruire « le vieux monde » de l’art afin de promouvoir les avant-gardes en Espagne.
L'année 1931 est décisive dans sa vie. Il a 25 ans et par un revirement radical, ce qui fut une prometteuse trajectoire intellectuelle se convertit en activisme et en militantisme politiques ; il se proclame « national-syndicaliste ».
Il défend un programme nationaliste Hispanique mais aussi socialiste (il propose l'expropriation des grands propriétaires terriens) et anticlérical (l’Église espagnole étant alors très liée aux classes possédantes). Néanmoins, le sentiment antimarxiste est chez lui plus fort que le sentiment anti-réactionnaire, ce qui le pousse à se lier à la droite plutôt qu'à la gauche.
Il fonde La Conquête de l'État (en 1931), un hebdomadaire aux réminiscences malapartiennes, puis les Juntes d'offensive nationale-syndicaliste (JONS) avec Onésimo Redondo. En 1934, celles-ci fusionnent avec la Phalange de José Antonio Primo de Rivera. Il collabore d'ailleurs en 1933 dans l'unique numéro d’El Fascio.
En désaccord avec José Antonio Primo de Rivera, qu'il accuse de suivre une voie bourgeoise, il quitte la Phalange en janvier 1935, relance les JONS et édite La Patrie libre, puis durant l'été 1936, il le remplace par Notre révolution, dont il ne sort qu'un seul et unique numéro, au début de juillet 1936.
Arrêté peu avant le soulèvement franquiste de juillet 1936, Ramiro Lesdesma Ramos, en lien avec les anti-gouvernementaux, est détenu dans le Madrid républicain et le 29 octobre, exécuté, sans jugement préalable, par des miliciens du Front populaire et jeté dans une fosse commune à Aravaca, dans la banlieue de la capitale espagnole[Laquelle ?].
Sous le franquisme, il est censuré de manière voilée, l'Église catholique romaine allant jusqu'à demander qu'il soit inscrit « à l'index des auteurs prohibés », tout en étant officiellement dans le Panthéon des héros phalangistes.

## Œuvre
- El sello de la muerte, roman, 1924
- Discours aux jeunesses d'Espagne.
- Le fascisme en Espagne. Son origine, son développement, ses hommes, 1935. Trad. fr. Ars Magna, coll. Le devoir de mémoire, 2017.
- Écrits philosophiques et Cie.
- El Quijote y nuestro tiempo, essai, 1971

## Citations
« A Ramiro Ledesma et à ses camarades, la chemise rouge de Garibaldi, leur sied mieux que la chemise noire de Mussolini. »

— Ramiro Ledesma Ramos.

« Longue vie au nouveau monde du XXe siècle ! 

Longue vie à l'Italie fasciste !

Longue vie à l'URSS soviétique !

Longue vie à l'Allemagne de Hitler ! 

Longue vie à l'Espagne que nous ferons ! 

à bas les démocraties bourgeoises parlementaires ! »

— cité par Bartolomé Bennassar, La guerre d'Espagne et ses lendemains, Perrin, 2004